# Grand Prix Niemiec 1938
Grand Prix Niemiec 1938 (oryg. XI Großer Preis von Deutschland) – jeden z wyścigów Grand Prix rozegranych w 1938 roku oraz druga eliminacja Mistrzostw Europy AIACR.

## Lista startowa
Na niebieskim tle kierowcy, którzy nie wzięli udziału w kwalifikacjach, lecz współdzielili samochód w czasie wyścigu
| Nr | Kierowca                | Zespół               | Samochód            | Silnik             |   |
| -- | ----------------------- | -------------------- | ------------------- | ------------------ | - |
| 2  | Tazio Nuvolari          | Auto Union AG        | Auto Union D        | Auto Union V-12    | ? |
| 4  | Hans Stuck              | Auto Union AG        | Auto Union D        | Auto Union V-12    | ? |
| 6  | Rudolf Hasse            | Auto Union AG        | Auto Union C/D      | Auto Union V-12    | ? |
| 8  | Hermann Paul Müller     | Auto Union AG        | Auto Union C/D      | Auto Union V-12    | ? |
| 8  | Tazio Nuvolari          | Auto Union AG        | Auto Union C/D      | Auto Union V-12    | ? |
| 10 | Rudolf Caracciola       | Daimler-Benz AG      | Mercedes-Benz W154  | Mercedes-Benz V-12 | ? |
| 10 | Hermann Lang            | Daimler-Benz AG      | Mercedes-Benz W154  | Mercedes-Benz V-12 | ? |
| 12 | Manfred von Brauchitsch | Daimler-Benz AG      | Mercedes-Benz W154  | Mercedes-Benz V-12 | ? |
| 14 | Hermann Lang            | Daimler-Benz AG      | Mercedes-Benz W154  | Mercedes-Benz V-12 | ? |
| 14 | Walter Bäumer           | Daimler-Benz AG      | Mercedes-Benz W154  | Mercedes-Benz V-12 | ? |
| 16 | Richard Seaman          | Daimler-Benz AG      | Mercedes-Benz W154  | Mercedes-Benz V-12 | ? |
| 20 | René Dreyfus            | Ecurie Bleue         | Delahaye 145        | Delahaye V-12      | ? |
| 22 | Franco Comotti          | Ecurie Bleue         | Delahaye 145        | Delahaye V-12      | ? |
| 24 | Giuseppe Farina         | Alfa Corse           | Alfa Romeo Tipo 312 | Alfa Romeo V-12    | ? |
| 26 | Clemente Biondetti      | Alfa Corse           | Alfa Romeo Tipo 312 | Alfa Romeo V-12    | ? |
| 28 | Piero Taruffi           | Scuderia Torino      | Alfa Romeo Tipo 308 | Alfa Romeo S-8     | ? |
| 30 | Pietro Ghersi           | Scuderia Torino      | Alfa Romeo 8C2900A  | Alfa Romeo S-8     | ? |
| 32 | Emmanuel de Graffenried | Baron de Graffenried | Maserati 6C-34      | Maserati S-6       | ? |
| 36 | Arthur Hyde             | prywatny             | Maserati 8CM        | Maserati S-8       | ? |
| 38 | Herbert Berg            | Ecurie Helvetia      | Maserati 6CM        | Maserati S-6       | ? |
| 40 | Paul Pietsch            | prywatny             | Maserati 6CM        | Maserati S-6       | ? |
| 42 | Renato Balestrero       | prywatny             | Alfa Romeo Tipo 308 | Alfa Romeo S-8     | ? |
| 44 | Franco Cortese          | Scuderia Ambrosiana  | Maserati 6CM        | Maserati S-6       | ? |
| Nr | Kierowca                | Zespół               | Samochód            | Silnik             |   |

## Wyniki

### Kwalifikacje
Źródło: teamdan.com
| Poz. | Nr | Kierowca                | Konstruktor   | Czas    | Poz. s. |
| ---- | -- | ----------------------- | ------------- | ------- | ------- |
| 1    | 12 | Manfred von Brauchitsch | Mercedes-Benz | 9:48,3  | 1       |
| 2    | 10 | Hermann Lang            | Mercedes-Benz | 9:54,1  | 2       |
| 3    | 16 | Richard Seaman          | Mercedes-Benz | 10:01,2 | 3       |
| 4    | 10 | Rudolf Caracciola       | Mercedes-Benz | 10:03,1 | 4       |
| 5    | 8  | Tazio Nuvolari          | Auto Union    | 10:03,3 | 5       |
| 6    | 6  | Rudolf Hasse            | Auto Union    | 10:19,1 | 6       |
| 7    | 8  | Hermann Paul Müller     | Auto Union    | 10:19,3 | 7       |
| 8    | 4  | Hans Stuck              | Auto Union    | 10:23,0 | 8       |
| 9    | 24 | Giuseppe Farina         | Alfa Romeo    | 10:31,1 | 9       |
| 10   | 26 | Clemente Biondetti      | Alfa Romeo    | 10:50,0 | 10      |
| 11   | 28 | Piero Taruffi           | Alfa Romeo    | ?       | 11      |
| 12   | 20 | René Dreyfus            | Delahaye      | ?       | 12      |
| 13   | 40 | Paul Pietsch            | Maserati      | ?       | 13      |
| 14   | 36 | Arthur Hyde             | Maserati      | ?       | 14      |
| 15   | 30 | Pietro Ghersi           | Alfa Romeo    | ?       | 15      |
| 16   | 42 | Renato Balestrero       | Alfa Romeo    | ?       | 16      |
| 17   | 44 | Franco Cortese          | Maserati      | ?       | 17      |
| 18   | 38 | Herbert Berg            | Maserati      | ?       | 18      |
| 19   | 22 | Franco Comotti          | Delahaye      | ?       | 19      |
| 20   | 32 | Emmanuel de Graffenried | Maserati      | ?       | 20      |
| Poz. | Nr | Kierowca                | Konstruktor   | Czas    | Poz. s. |

### Wyścig
Źródło: kolumbus.fi
| P                 | + / – | Nr | Kierowca                           | Konstruktor   | Okr. | Czas / Strata      | Komentarz              |
| ----------------- | ----- | -- | ---------------------------------- | ------------- | ---- | ------------------ | ---------------------- |
| 1                 | 2     | 16 | Richard Seaman                     | Mercedes-Benz | 22   | 3h51:46,           |                        |
| 2                 | 2     | 10 | Rudolf Caracciola Hermann Lang     | Mercedes-Benz | 22   | +4:20,0            | Samochód współdzielony |
| 3                 | 5     | 4  | Hans Stuck                         | Auto Union    | 22   | +8:56,2            |                        |
| 4                 | 3     | 8  | Hermann Paul Müller Tazio Nuvolari | Auto Union    | 22   | +9:33,0            | Samochód współdzielony |
| 5                 | 7     | 20 | René Dreyfus                       | Delahaye      | 21   | +1 okr             |                        |
| 6                 | 7     | 40 | Paul Pietsch                       | Maserati      | 20   | +2 okr             |                        |
| 7                 | 9     | 42 | Renato Balestrero                  | Alfa Romeo    | ?    |                    |                        |
| 8                 | 7     | 30 | Pietro Ghersi                      | Alfa Romeo    | ?    |                    |                        |
| 9                 | 8     | 44 | Franco Cortese                     | Maserati      | ?    |                    |                        |
| Niesklasyfikowani |       |    |                                    |               |      |                    |                        |
|                   |       | 6  | Rudolf Hasse                       | Auto Union    | 15   | Silnik             |                        |
|                   |       | 14 | Hermann Lang Walter Bäumer         | Mercedes-Benz | 15   | Silnik             | Samochód współdzielony |
|                   |       | 12 | Manfred von Brauchitsch            | Mercedes-Benz | 15   | Wypadek            |                        |
|                   |       | 36 | Arthur Hyde                        | Maserati      | 14   | Wypadł z toru      |                        |
|                   |       | 32 | Emmanuel de Graffenried            | Maserati      | 3    | Skrzynia biegów    |                        |
|                   |       | 24 | Giuseppe Farina                    | Alfa Romeo    | 2    | Awaria mechaniczna |                        |
|                   |       | 28 | Piero Taruffi                      | Alfa Romeo    | 2    | Wypadł z toru      |                        |
|                   |       | 2  | Tazio Nuvolari                     | Auto Union    | 2    | Wypadek            |                        |
|                   |       | 26 | Clemente Biondetti                 | Alfa Romeo    | 1    | Wypadek            |                        |
|                   |       | 22 | Franco Comotti                     | Delahaye      | 1    | Skrzynia biegów    |                        |
|                   |       | 38 | Herbert Berg                       | Maserati      | 1    | Pompa paliwowa     |                        |
| P                 | + / – | Nr | Kierowca                           | Konstruktor   | Okr. | Czas / Strata      | Komentarz              |

### Najszybsze okrążenie
Źródło: teamdan.com
| Nr | Kierowca       | Konstruktor   | Czas    | Okr. |
| -- | -------------- | ------------- | ------- | ---- |
| 16 | Richard Seaman | Mercedes-Benz | 10:09,1 |      |